# لوك ميليغان
لوك ميليغان (بالإنجليزية: Luke Milligan)‏ هو لاعب كرة مضرب بريطاني، ولد في 6 أغسطس 1976.

## وصلات خارجية
- لوك ميليغان على موقع رابطة محترفي التنس (الإنجليزية)
- لوك ميليغان على موقع الاتحاد الدولي لكرة المضرب (الإنجليزية)
- لوك ميليغان على موقع كأس ديفيز (الإنجليزية)
- لوك ميليغان على موقع خلاصة التنس.كوم (الإنجليزية)
- لوك ميليغان على موقع إي إس بي إن.كوم (الإنجليزية)